# Johann Philipp Förtsch
Johann Philipp Förtsch, né à Wertheim le 14 mai 1652 et mort le 14 décembre 1732 à Eutin, est un compositeur de musique baroque, homme d'État et médecin allemand.

## Biographie
Förtsch est le fils d'un bourgmestre de Wertheim. Il étudie la médecine à Iéna et la composition à Bayreuth ou à Halle-sur-Saale auprès de Johann Philipp Krieger et voyage ensuite à travers l'Allemagne, la Hollande et la France.
En 1678, il devient ténor à la Ratskapelle (Chapelle du Conseil) de Hambourg et chanteur à l'Opéra de Hambourg, l'Oper am Gänsemarkt, qui venait d'ouvrir cette année-là.
À Hambourg, il compose de nombreux opéras, qui sont tous donnés en représentation.
En 1680, il succède à Johann Theile comme maître de chapelle à la cour du duc de Holstein-Gottorp, mais ce poste fut de courte durée en raison de troubles politiques.
En 1681, Förtsch obtient son diplôme de docteur en médecine à l'Université de Kiel, après quoi il travaille comme médecin à Hambourg, Schleswig et Husum parallèlement à ses activités musicales.
Lorsqu'il devient médecin de la Cour à Schleswig en 1689, il abandonne ses activités musicales.
En 1694, il devient le médecin et le conseiller d'August Friedrich von Lübeck, l'évêque d'Eutin.

## Œuvres musicales

### Opéras
- Das unmöglichste Ding (Lukas von Bostel, d'après Lope de Vega, 1684)
- Der hochmüthige, gestürzte und wieder erhabene Crösus (Lukas von Bostel, d'après Nicolò Minato, 1684)
- Der Grosse Alexander in Sidon (Christian Heinrich Postel, d'après Aurelio Aureli, UA Hamburg 1688)
- Die Heilige Eugenia, oder Die Bekehrung der Stadt Alexandria zum Christenthum (Christian Heinrich Postel, probablement d'après Girolamo Bartolommei, UA Hamburg 1688)
- Der im Christenthum biß in den Todt beständige Märtyrer Polyeuctes (Heinrich Elmenhorst, d'après Pierre Corneille, UA Hamburg 1688)
- Der mächtige Monarch der Perser, Xerxes, in Abidus (Christian Heinrich Postel d'après Nicolò Minato, UA Hamburg 1689)
- Cain und Abel, oder der verzweifelnde Bruder-Mörder (Christian Heinrich Postel, d'après Michael Johansen, UA 1689)
- Die betrübte und erfreuete Cimbria (Christian Heinrich Postel, UA Hamburg 1689)
- Die Groß-Müthige Thalestris, oder Letzte Königin der Amazonen (Christian Heinrich Postel, d'après Gaultier de Coste, UA Hamburg 1690)
- Ancile romanum, das ist des Römischen Reichs Glücks-Schild (Christian Heinrich Postel, UA Hamburg 1690)
- Bajazeth und Tamerlan (Christian Heinrich Postel, d'après Giulio Cesare Corradi, UA Hamburg 1690)
- Der irrende Ritter Don Quixotte de la Mancia (Hinrich Hinsch, d'après Miguel de Cervantes, 1690)

Tous perdus sauf quelques arias....

### Geistliche Konzerte
82 Geistliche Konzerte (concerts sacrés pour une ou plusieurs voix et instruments, conservés) dont :
- Aus der Tiefen ruf ich, Herr (Psaume 130) - ce concert sacré pour soprano et instruments est l'œuvre le plus enregistrée de Förtsch
- Du Heiden Trost
- Kommt, lasset uns gehen gen Bethlehem
- Wer Jesum liebt
- Herr, wie lange wilstu mein so gar vergessen? (Psaume 13)
- Die Wunder sind zu groß
- Ihr Sünder, tretet bald herzu
- Wohl dem, der nicht wandelt im Rat der Gottlosen (Psaume 1)
- Mensch, was du trust
- Ach, dass die Hülfe aus Zion (Psaume 14)
- Ich wieß, dass mein Erlöser lebt
- Verbum caro factum est
- Träufelt, ihr Himmel, von oben
- Ich freue mich im Herm
- Lobet den Herren, alle Heiden (Psaume 117)
- Adesto mihi Domine
- Herr, wer wird wohnen in deiner Hütten? (Psaume 15)
- O adoranda trinitas
- Nun ist des Satans Macht gefället
- Ach, ich elender Mensch
- Meine Augen rinnen mit Wasserbächen
- Der Herr hat seinen Engeln befohlen über dir
- Jesu, du hast weggenommen
- Weh denen, die af Erden wohnen
- Nun dancket alle Gott, der groß Dinge tut
- Unser Leben währet siebenzig Jahr
- Ich vergesse, was dahinten ist

### Œuvres instrumentales
- 32 Canons fpour 2 à 8 voix sur le choral Christ, der du bist der helle Tag, 1680
- Canon perpetuus pour 4 voix sur le même choral
- Allemande pour 4 voix
- Canons
- Études contrapuntiques
- Triple fugue

## Traités de théorie musicale
- Musicalischer Compositions Tractat
- Von den dreyfachen Contrapunkten

## Discographie sélective
- 2008 : Dialogs, Psalms & Sacred Concertos par La Capella Ducale et Musica Fiata, dir. Roland Wilson (enregistré en public le 26 octobre 2007) (CD CPO 7773692)
- 2011 : Musica Sacra, "Ich freue mich im Herrn" par Monika Mauch, Barbara Bübl, Alex Potter, Hans Jörg Mammel, Markus Flaig, L'Arpa Festante, dir. Rien Voskuilen (CD Carus 83.363)
- 2012 : Aus der Tiefe, sur le CD Sacred Arias, par la soprano Dorothee Mields et l'ensemble Concerto Melante (CD Deutsche Harmonia Mundi 88697901812)
- 2014 : Sacred Concertos & Cantates par l'ensemble Weser-Renaissance, dir. Manfred Cordes (CD CPO 7778602)